# محمد شاكر (سياسي هندي)
محمد شاكر (بالإنجليزية: Mohammed Shakir)‏ هو سياسي هندي، ولد في 16 يوليو 1948 في الهند. حزبياً، نشط في YSR Congress Party ‏. وقد انتخب Member of the Legislative Assembly (India) ‏ وانتخب Member of the Andhra Pradesh Legislative Assembly ‏.